# Певамо (Мічиган)
Певамо (англ. Pewamo) — селище (англ. village) в США, в окрузі Айонія штату Мічиган. Населення — 503 особи (2020).

## Географія
Певамо розташоване за координатами 43°0′7″ пн. ш. 84°50′50″ зх. д. / 43.00194° пн. ш. 84.84722° зх. д. (43.002010, -84.847275).  За даними Бюро перепису населення США в 2010 році селище мало площу 2,59 км², уся площа — суходіл.

## Демографія
Згідно з переписом 2010 року, у селищі мешкало 469 осіб у 186 домогосподарствах у складі 126 родин. Густота населення становила 181 особа/км².  Було 204 помешкання (79/км²).
Расовий склад населення:
| - 95,1 % — білих - 1,1 % — корінних американців - 0,4 % — азіатів - 0,2 % — чорних або афроамериканців |

До двох чи більше рас належало 3,2 %. Частка іспаномовних становила 1,3 % від усіх жителів.
За віковим діапазоном населення розподілялося таким чином: 24,3 % — особи молодші 18 років, 58,9 % — особи у віці 18—64 років, 16,8 % — особи у віці 65 років та старші. Медіана віку мешканця становила 39,9 року. На 100 осіб жіночої статі у селищі припадало 97,9 чоловіків;  на 100 жінок у віці від 18 років та старших — 102,9 чоловіків також старших 18 років.
Середній дохід на одне домашнє господарство  становив 59 339 доларів США (медіана — 48 636), а середній дохід на одну сім'ю — 73 402 долари (медіана — 57 292). За межею бідності перебувало 10,4 % осіб, у тому числі 4,9 % дітей у віці до 18 років та 13,6 % осіб у віці 65 років та старших.
Цивільне працевлаштоване населення становило 213 особи. Основні галузі зайнятості: виробництво — 21,1 %, роздрібна торгівля — 12,7 %, освіта, охорона здоров'я та соціальна допомога — 11,7 %, публічна адміністрація — 11,3 %.